# 真心话大冒险
真心話大冒險為派對遊戲，又稱誠實與大膽、誠實勇敢、Truth or Dare，可以由二人或多人參與，該遊戲於兒童和青少年間流行，有時也用作打賭的懲罰。

## 歷史
遊戲在西方已流傳了過百年。一說是蛻變自早於1712年的聖誕遊戲「問題與命令」（Questions & Commands），由指令者指令對象回答問題，若對象拒絕或未能滿足指令者，就要按指令受罰或畫大花臉。一說是蛻變自古希臘的遊戲「Basilinda」（希臘語：Βασιλινδα），由一夥人選出一位國王，讓其他人執行什麼指令。

## 玩法
若兩個遊戲者時，兩位遊戲者通過猜拳比試，或輪流擔任勝者和負者，負者必須二選一，選擇“真心話”還是“大冒險”。
- 真心話：失敗者必須要如實的回答勝利者提出的任何問題（一般是隱私且令人尷尬的）。
- 大冒險：失敗者必須原則上要做勝利者所提出的任何事情（通常也是令人尷尬的）。

多於二人則以抽籤、轉瓶或擊鼓傳花等形式決定被問者，之後與兩人玩法無異。被問者可決定要「真心話」或是「大冒險」，若條件允許可加倍大冒險（double dare）。
如果勝利者提出的問題或條件過於苛刻或過火，失敗者有拒絕的權利。實則受氣氛環境等影響，失敗者或會在半推半就下作出有違意願的言行。

## 影響
真心話大冒險很容易帶動氣氛，但是也可能受到青少年次文化的影響，提出條件過於苛刻又無法拒絕，變成性侵或霸凌等情形。

## 流行文化
遊戲亦在一些電視節目和電影出現，2018年與本遊戲同名的電影《真心話大冒險》和2016年電影《玩命直播》，但後者電影的將遊戲變得致命，人們以“玩家”或“觀察者”身分參與其中，除了允許三位玩家跳過回合外，還有原本遊戲沒有的規則，例如玩家不能連續兩次選擇真心話。